# Toucan de Baillon
Pteroglossus bailloni
Espèce
Statut de conservation UICN

 NT  : Quasi menacé
Synonymes
- Baillonius bailloni

Statut CITES
Le Toucan de Baillon (Pteroglossus bailloni), également appelé Toucanet de Baillon ou Araçari de Baillon, est une espèce d'oiseaux de la famille des Ramphastidae. Elle était auparavant placée seule dans le genre Baillonius.
Cette espèce est nommée en l'honneur de Louis Antoine François Baillon.

## Description
Cet oiseau mesure environ 39 cm pour une masse de 156 à 174 g. Il présente une calotte, un dos, des ailes et une queue vert olive. Ses parties inférieures sont jaunes et le croupion rouge écarlate. Une zone de peau nue rouge entoure les yeux aux iris jaunes. Le bec est rouge à la base, bleuté sur le dessus et vert à l'extrémité. La femelle diffère peu du mâle, elle est seulement un peu plus terne avec des parties inférieures très légèrement lavées de vert olive et possède un bec un peu plus petit.

## Répartition
Cette espèce peuple la forêt atlantique du sud-est brésilien et de l'est du Paraguay.

## Habitat
Cet oiseau vit dans les forêts subtropicales.

## Alimentation
Il se nourrit de fruits (Cecropia, Ficus, Euterpe, Eugenia uniflora, Melia azedarach etc.).

## Reproduction
Comme tous les membres de la famille, le Toucanet de Baillon niche dans les cavités d'arbres.